# Tijuquinha do Borel
GRCESM Tijuquinha do Borel é uma escola de samba mirim da cidade do Rio de Janeiro, que participa todos os anos do desfile oficial de escolas de samba mirins, realizado, desde 2003, na terça feira de Carnaval, na Marquês de Sapucaí.

## História
A escola foi fundada no ano de 2002. Onde estreou na avenida Carnaval de 2003, com o enredo "Era uma vez um Pavãozinho Branco". As crianças do Borel estrearam em grande estilo na Sapucaí, mostrando toda a garra da criançada de sua comunidade. Em 2004, Tijuquinha do Borel trouxe para avenida o enredo "Tijuquinha a doce alegria de ser criança". Com um desfile alegre e com distribuição de muitos doces pela avenida, as crianças do Borel se divertiram muito.   Em 2011, reeditou o samba-enredo da Tijuca de 2005.
Os intérpretes Guilherme Kauã e Tinguinha, são respectivamente sobrinho e filho de grandes intérpretes de samba-enredo: Bruno Ribas e Tinga. Tinguinha foi vencedor do samba enredo da escola-mãe (Unidos da Tijuca, para 2014. Guilherme Kauã também é afilhado da rainha de bateria Taiane Perfeito.

## Segmentos

### Presidentes
|  | Nome            | Mandato           | Ref. Lia |
|  | --------------- | ----------------- | -------- |
|  | Lia             | 2002-2006         |          |
|  | Feijão          | 2007-2010         |          |
|  | Elsio Paim      | 2011-?            | [ 3 ]    |
|  | Francisco Peres | ?-atualidade      |          |
|  | Bruno Simões    |                   |          |
|  | Carlos          | 2024 - Atualidade |          |

### Presidentes de honra
| Nome           | Mandato      | Ref.  |
| -------------- | ------------ | ----- |
| Daniele Dondo  | 2011 - ?     | [ 3 ] |
| Fernando Horta | ?-atualidade |       |

### Intérpretes
| Período   | Nome                                                          | Ref.              |
| --------- | ------------------------------------------------------------- | ----------------- |
| 2003      | Jean                                                          |                   |
| 2004      | Whashington Baptista                                          |                   |
| 2005      | Whashington Baptista                                          |                   |
| 2011      | Kaíque dos Santos                                             | [ 3 ] [ 3 ] [ 4 ] |
| 2012      | Luan do Eterna                                                |                   |
| 2013      | Diego Ribeiro                                                 | [ 5 ]             |
| 2014      | Guilherme Kauê, Gabriel Sorriso e Rafael Tinguinha            | [ 6 ]             |
| 2016      | Ewerson Breno e Guilherme Kauã                                | [ 7 ]             |
| 2017-2020 | Ewerson Breno                                                 | [ 8 ]             |
| 2023      | Danielzinho - Vinícius Carvalho - Lika Perez e Silas          |                   |
| 2024      | Danielzinho - Vinícius Carvalho - Lika Perez - Douglas Felipe |                   |

### Diretores
| Ano  | Diretor de Carnaval | Diretor geral de harmonia | Mestre de bateria                                      | Ref. |
| ---- | ------------------- | ------------------------- | ------------------------------------------------------ | ---- |
| 2003 |                     |                           | Rodrigo                                                |      |
| 2004 |                     |                           | Rodrigo                                                |      |
| 2005 |                     |                           | Caio Rodrigo                                           |      |
| 2006 |                     |                           | Matheus Donato                                         |      |
| 2011 |                     |                           | Marcelo Junior e Gabriel Santos Marques "Gabrielzinho" |      |
| 2015 |                     |                           | Renatinho Pepe                                         |      |
| 2024 |                     |                           | Davi                                                   |      |

### Coreógrafo
| Ano         | Nome                              | Ref. |
| ----------- | --------------------------------- | ---- |
| 2011 - 2015 | Maíra Oliveira e Bianca Schechner |      |

### Casal de Mestre-sala e Porta-bandeira
| Ano  | Nome                                                                  | Ref. |
| ---- | --------------------------------------------------------------------- | ---- |
| 2004 | Carla e Wagner                                                        |      |
| 2005 | Larissa e Renatinho                                                   |      |
| 2011 | Pedro Gabriel e Mayra Alves                                           |      |
| 2015 | Maycon Ferreira e Lorena Britto                                       |      |
|      |                                                                       |      |
| 2023 | Ingrid e Vagner Daphny Mirelly e Weslley Silva Danillo Rohr e Letícia |      |
| 2024 | Daphny Mirelly e Weslley Silva Danillo Rohr e Thalia Marins           |      |

### Corte de bateria
| Ano  | Rainha  | Madrinha | Ref. |
| ---- | ------- | -------- | ---- |
| 2004 | Larissa |          |      |
| 2005 | Larissa |          |      |
|      |         |          |      |
| 2023 | Júlia   |          |      |
| 2024 | Júlia   |          |      |

## Carnavais
| Tijuquinha do Borel                                        | Tijuquinha do Borel | Tijuquinha do Borel | Tijuquinha do Borel                                                 | Tijuquinha do Borel       | Tijuquinha do Borel            |
| Ano                                                        | Classificação       | Enredo | Compositores do samba-enredo                                        | Carnavalesco              | Ref.                           |
| ---------------------------------------------------------- | ------------------- | --- | ------------------------------------------------------------------- | ------------------------- | ------------------------------ |
| 2003                                                       | Sem competição      | "Era uma vez um pavãozinho branco"                                                                                       |                                                                     |                           | [ 1 ]                          |
| 2004                                                       | Sem competição      | "Tijuquinha, a doce alegria de ser criança"                                                                              |                                                                     |                           | [ 1 ]                          |
| 2005                                                       | Sem competição      | "Sonhando com o novo mundo, Portugal brinca de carnaval no Borel"                                                        |                                                                     | Flávio Costa              | [ 1 ]                          |
| 2006                                                       | Sem competição      | "Por mares nunca dantes navegados, o pavãozinho do Borel descobre a Floresta da Tijuca"                                  |                                                                     |                           | [ 1 ]                          |
| 2007                                                       | Sem competição      | "Quinta da Boa Vista: Um presente para Dom João"                                                                         | Sereno e Carlos Junuer                                              | Comissão de Carnaval      | [ 1 ]                          |
| 2008                                                       | Sem competição      | "Cantando e sambando com o cenário da Disney"                                                                            |                                                                     | Eduardo Guimarães         | [ 1 ]                          |
| 2009                                                       | Sem competição      | "Entre oui, monsieur e merci, os franceses chegaram à Sapucaí"                                                           | Júlio Alves Júnior, Tompson e Jonathan Gomes                        | Ana Bottoni               | [ 1 ]                          |
| 2010                                                       | Sem competição      | "No mundo do faz de contas a Tijuquinha vai ao céu"                                                                      | Julio Alves Júnior, Junior, Tom da Tijuca, Rafael Santos e Jhonatan | Luciano Silva Santos      | [ 1 ] [ 9 ] [ 9 ]              |
| 2011                                                       | 15º lugar           | "Entrou por um lado e saiu pelo outro... Quem quiser que invente outro" (Reedição do enredo de 2005 da Unidos da Tijuca) | Sérgio Alan, Jorge Remédio e Valtinho Jr.                           | Luciano Silva Santos      | [ 1 ] [ 3 ] [ 3 ] [ 4 ] [ 10 ] |
| 2012                                                       | Sem competição      | "É hoje o dia! A Tijuquinha canta a cidadania com muita energia"                                                         | Júlia Alan, Sérgio Alan e Leozinho Nunes                            | Élcio Paim e Annik Salmon | [ 1 ] [ 11 ]                   |
| 2013                                                       | Sem competição      | "Devagar com o andor que o santo é de barro" (Reedição do enredo de 1983 da Unidos da Tijuca)                            | Djalma Leite e Eli Dias                                             | Delfim Figueiredo         | [ 5 ]                          |
| 2014                                                       | Sem competição      | "Tixuquinha no reino encantado da Rainha dos Baixinhos"                                                                  | Henrique, Julinho Alves, Dedé Russinho e Larissa Jujuba             |                           | [ 6 ]                          |
| 2015                                                       | Sem competição      | "Portal das delícias, uma saborosa viagem ao redor do mundo"                                                             | Henrique, Julinho Alves, Dedé Russinho e Larissa Jujuba             | Sérgio Eduardo Silva      | [ 12 ]                         |
| 2016                                                       | Sem competição      | "O conto da vovó" | Henrique, Dandan do Samba e Gabriel Machado                         | Gustavo Pessoa            | [ 7 ]                          |
| 2017                                                       | Sem competição      | "A Tijuquinha encanta em solo sagrado"                                                                                   | Josemar Manfredini, Totonho, Dudu e Fadico                          |                           | [ 8 ]                          |
| 2018                                                       | Sem competição      | " |                                                                     |                           |                                |
| 2019                                                       | Sem competição      | " |                                                                     |                           |                                |
| 2020                                                       | Sem competição      | " |                                                                     |                           |                                |
| 2023                                                       | Sem competição      | Enfeitando o Pavão |                                                                     |                           |                                |
| Devido à Pandemia de Covid-19, não houve Carnaval em 2021. |                     | |                                                                     |                           |                                |